# Černá stráň (přírodní památka, okres Plzeň-město)
Černá stráň je přírodní památka o rozloze 8,2753 ha, která se nachází na jižním svahu vrchu Hůrka na severním okraji města Starý Plzenec v okrese Plzeň-město. Chráněné území je v péči Krajského úřadu Plzeňského kraje.

## Předmět ochrany
Důvodem ochrany je klasické naleziště ordovických zkamenělin. Ochrana území byla poprvé vyhlášena ONV Plzeň-jih v roce 1990 a následně vymezena nařízením Okresního úřadu Plzeň-jih o zřízení přírodní památky Černá stráň v roce 1999. V nařízení je uvedeno, že posláním přírodní památky je ochrana paleontologického naleziště - odkryvu dobrotivských vrstev středočeského ordoviku.

## Charakteristika lokality
Chráněné území se nachází ve strmém svahu nad řekou Úslavou. Ve spodní části profilu vystupují jemné, jílovité, černošedé břidlice, které směrem do nadloží obsahují prachovcovou příměs. Ve vyšších polohách se vyskytují až několikametrové lavice světlých křemenců, které jsou od sebe odděleny polohami jemných jílovitých břidlic. Fosilní fauna je nejhojnější v poloze několika metrů nad úrovní cesty, která vede podél jižního úpatí svahu.
Černá stráň patří mezi nejlepší přirozené odkryvy dobrotivského souvrství v Barrandienu. V břidlicích byly nalezeny zkameněliny trilobitů (např. Cyclopyge umbonata bohemica), ramenonožci, ostnokožci, plži a další.

## Přístup
Černá stráň je jednou ze zastávek naučné stezky Staroplzenecká. Z centra města je vzdálena asi 800 metrů, od nádraží Starý Plzenec na železniční trati z Plzně do Horažďovic předměstí zhruba 1300 metrů.